# Eduard Schütt (Mediziner)
Eduard Schütt (* 28. Dezember 1875 in Frankfurt (Main); † 28. Juli 1948 in Laufen, Oberbayern) war ein deutscher Arzt, Gerichtsmediziner und Rassenhygieniker.

## Leben und Wirken
Schütt studierte Medizin an der Universität Erlangen, promovierte 1902 und wurde anschließend Arzt an der Irrenanstalt Osnabrück. 1905 war er Schiffsarzt beim Norddeutschen Lloyd, Bremen. Anschließend ließ er sich zunächst als Arzt in Griesheim nieder und zog 1910 nach Bacharach, wo er bis mindestens 1918 blieb. Er nahm als Militärarzt am Ersten Weltkrieg teil. 1919 trat er in das öffentliche Gesundheitswesen ein. 1924 legte er das Kreisarztexamen ab, wirkte als Kreisarzt in St. Goar und wurde im folgenden Jahr Medizinalassessor in Dortmund. Zwischen 1926 und 1933 arbeitete er als Gerichtsmedizinalrat für Barmen und Elberfeld.
Schütt fiel besonders durch sein Engagement für die Rassenhygiene auf. Er war Mitglied der 1926 gegründeten Deutschen Gesellschaft für Blutgruppenforschung und rassenbiologische Blutgruppenforschung. 1927 gehörte er zu den Mitbegründern einer eugenischen Arbeitsgemeinschaft in Elberfeld, die 1929 als „Eugenische Gesellschaft Barmen-Elberfeld“ eine Ortsgruppe der Deutschen Gesellschaft für Rassenhygiene wurde. Er trat 1930 als erster preußischer Medizinalbeamter der NSDAP bei. Im Herbst 1932 wurde er Berater der NSDAP-Parteileitung und baute außerdem eine Beratungsstelle für Erb- und Rassenpflege beim Gesundheitsamt von Barmen und Elberfeld auf. Ferner fiel er vor allem durch seine Vorträge auf, in welchen er eine Bekämpfung der Kriminalität vom erb- und rassenpflegerischen Standpunkt propagierte.
1934 trat Schütt als kommissarischer Direktor der Abteilung „Erb- und Rassenpflege“ in das neue Reichsgesundheitsamt ein. Zugleich wurde er Dozent an der Staatsakademie des öffentlichen Gesundheitsdienstes in Berlin. In der „Abteilung L (Erbmedizin)“ des Reichsgesundheitsamts wurden alle Angelegenheiten der erbbiologischen Gesetzgebung, etwa die Berichte der Erbgesundheitsgerichte und der Ehestandsdarlehen bearbeitet und gesammelt. Des Weiteren wurde Schütt 1935 als Nachfolger Otmar von Verschuers Leiter der seiner Abteilung angegliederten „Poliklinik für Erb- und Rassenpflege“ beim Kaiserin-Auguste-Victoria-Haus in Berlin-Charlottenburg. Gemeinsam mit dem Psychiater Fred Dubitscher sollte Schütt eine Kartei für „alle Erbkranken, Erblichbelasteten und für die Hochwertigen“ aufbauen. Er fertigte außerdem Gutachten für Gerichte, etwa in Fragen der „Abstammung“ oder in Fällen von angeblicher „Rassenschande“ und für die Reichsstelle für Sippenforschung. In der Poliklinik wurde zugleich an „asozialen Sippen“ geforscht. Schütt gehörte ferner dem Preußischen Landesgesundheitsrat an und war amtsärztlicher Beisitzer am 1. Senat des Erbgesundheitsobergerichtes beim Kammergericht Berlin.
Schütt wurde noch vor dem Ende des Zweiten Weltkriegs pensioniert.

## Veröffentlichungen
- Eduard Schütt: Allgemeine pharmakodynamische Wirkungen von Toxinen und Fermenten. Univ., Med. Diss. Erlangen, 1902. Metzler, Stuttgart 1902.
- Eduard Schütt, Theodor Viernstein: Die Kriminalbiologie als Grundlage gemeinsamer Arbeit von Juristen und Medizinern am Aufbau des Strafrechts. Die Bekämpfung der Kriminalität vom bevölkerungspolitischen, rassenanthropologischen und erbbiologischen Standpunkt. Thieme, Leipzig 1933. Wurde nach Ende des Zweiten Weltkrieges in der Sowjetischen Besatzungszone auf die Liste der auszusondernden Literatur gesetzt.[2]
- Eduard Schütt, Nathanael Wollenweber (Hrsg.): Der Arzt des öffentlichen Gesundheitsdienstes. Das grüne Gehirn. Thieme, Stuttgart, DNB 014520400 (1937–1942; 1950–1967[?]).
- Ferdinand von Neureiter, Friedrich Pietrusky, Eduard Schütt: Handwörterbuch der gerichtlichen Medizin und naturwissenschaftlichen Kriminalistik. Springer, Berlin 1940.